# Michael Rose
Pour les articles homonymes, voir Rose.
 (juin 2019).
Si vous disposez d'ouvrages ou d'articles de référence ou si vous connaissez des sites web de qualité traitant du thème abordé ici, merci de compléter l'article en donnant les références utiles à sa vérifiabilité et en les liant à la section « Notes et références ».
Michael Rose (né le 11 juillet 1957 à Kingston) est un chanteur de reggae jamaïcain, il fut notamment le leader des Black Uhuru quand ils étaient encore au sommet de leur gloire. Il s'est par ailleurs produit en solo.

## Biographie
Michael Rose est né dans le ghetto de Waterhouse à Kingston. Il commence en chantant dans des concours de talents locaux dans son quartier et en faisant la tournée des hôtels touristiques de la côte nord de l’île.
Son tout premier titre paraît en 1972, en face B du single d'Andell Forgie "Woman a Ginal Fi True", la chanson s'intitule "Ginal" et Michael Rose se fait alors surnommer Tony. L'enregistrement a lieu dans le studio de Newton Simmons, à Waterhouse. 
C’est Sly Dunbar, ami proche de son grand frère, qui l’emmène ensuite en studio. Ils enregistre ainsi ses premières chansons au début des années 1970 pour le producteur Niney The Observer dont Guess Who’s Coming To Dinner (qui deviendra un des plus grands tubes du groupe Black Uhuru quand ils la réenregistreront pour l’album Showcase en 1979). Son chant est encore très proche de celui de Dennis Brown, mais petit à petit, il va développer son propre style aux influences orientales si particulier qui sera repris par de nombreux chanteurs venant du même ghetto de Waterhouse (Junior Reid, Don Carlos, Yami Bolo, ...)
En 1977, Sly le présente à Duckie Simpson qui cherche à reformer Black Uhuru après les départs de Don Carlos et Garth Dennis. Michael Rose intègre le groupe en tant que lead vocal. Après 5 albums qui établissent le groupe internationalement, en 1985, Michael Rose quitte Black Uhuru, qui vient de recevoir un Grammy Award pour l’album Anthem, préférant se lancer dans une carrière solo. Il enregistre quelques singles sur son propre label puis arrête quelque temps la musique pour s’occuper de sa ferme.
En 1990, il enregistre son premier album en solo Proud, suivi de 2 albums uniquement sortis au Japon. C’est en 1995, que sa carrière est vraiment relancée lorsqu’il signe un contrat avec le label Heartbeat Records et sort l’album Michael Rose. Suivent alors plusieurs albums, notamment avec le label Heartbeat, qui s’inscrivent dans le reggae digital qui domine à cette époque.
En 2004, Michael Rose réintègre pour une tournée le groupe Black Uhuru au côté de Duckie Simpson, 20 ans après leur séparation. Même si son nom est étroitement lié au groupe Black Uhuru dans sa grande période (1979-1984), le dernier album solo de Michael Rose, Great Expectation, confirme qu’il est toujours l’une des grandes voix du reggae.

## Discographie
- 1990 - Proud
- 1992 - Bonanza
- 1994 - King Of General
- 1995 - The Taxi Sessions
- 1995 - Michael Rose
- 1995 - Rising Star
- 1995 - Voice Of The Ghetto (Réédition de Rising Star)
- 1996 - Be Yourself
- 1996 - Big Sound Frontline Dubwize
- 1996 - Nuh Carbon
- 1997 - Dance Wicked
- 1997 - Dub Wicked
- 1998 - Selassie I Showcase
- 1998 - Party In Session
- 1999 - X Uhuru (Réédition de The Taxi Sessions)
- 1999 - Bonanza
- 2001 - Never Give It Up
- 2002 - Live At Maritime Hall San Francisco
- 2002 - Fire Fire Burning (Michael Rose & Admiral Tibet)
- 2004 - Happiness (Compilation)
- 2004 - Babylon 9/11 Tip Of The Iceberg
- 2005 - African Roots
- 2006 - African Dub
- 2006 - Babylon A Fight
- 2006 - Warrior
- 2008 - Great Expectation
- 2008 - Dub Expectations (& Shades of Black)